# Anders Edström (director)
Anders Edström es un director de cine, guionista y fotógrafo sueco.

## Primeros años
El fotógrafo y cineasta sueco Anders Edström empezó a trabajar en el mundo de la moda cuando colaboró estrechamente con Martin Margiela en la década de 1990, captando algunos de los momentos más icónicos de la Maison Martin Margiela. La fotografía de Ander se ha expuesto internacionalmente, por ejemplo en París, en el Museo Nacional de Arte Moderno y el Centro Georges Pompidou, así como en el Instituto de Arte Contemporáneo de Boston y el Museo Metropolitano de Fotografía de Tokio. Realizador consumado, Anders ha rodado varias películas con C.W. Winter, entre ellas One Plus One 2 y el galardonado largometraje narrativo The Anchorage, que ganó un Leopardo de Oro en el Festival Internacional de Cine de Locarno y fue nombrada Mejor Película Independiente/Experimental de 2009 por la Asociación de Críticos de Cine de Los Ángeles. Anders vive y trabaja en Estocolmo.

## Filmografía
- One Plus One 2 (2009)
- The Anchorage (2009)
- The Works and Days (of Tayoko Shiojiri in the Shiotani Basin) (2020)